# Giampaolo Minnucci
Giampaolo Minnucci (Roma, 24 gennaio 1967) è un driver italiano.
Ha vinto tre volte il Derby italiano di trotto: 1998 con Varenne, 2014 con Sugar Rey e 2018 con Zlatan.
 Alla guida di Varenne (Waikiki Beach - Ialmaz), considerato il più forte cavallo trottatore della storia dell’ippica, ha vinto più volte tutte le più importanti corse di trotto del mondo, fra cui il Prix d'Amérique di Parigi (2001 e 2002), la Breeders Crown (categoria Open Trot) (2001) (New York), l’Elitloppet di Stoccolma (2001 e 2002) e il Gran Premio Lotteria di Agnano (2000,
2001  e 2002).
Alle redini di Varenne ha conseguito successi come il St.Michel Ajo, in Finlandia o il Gran Premio delle Nazioni di Milano battendo Moni Maker.
Ha vinto tre volte il Campionato italiano dei guidatori di trotto (2011, 2016 e 2017).

## Vita privata
Il nonno materno, Aurelio Francisci, era un allevatore di cavalli da trotto e gentleman driver, mentre uno zio, Umberto Francisci, figlio del predetto Aurelio, è stato un affermato driver professionista e anch’egli allevatore.

Ha due figli.